# Vacovice
Vacovice jsou obec v okrese Strakonice v Jihočeském kraji. Leží zhruba osm kilometrů jihozápadně od Volyně a šestnáct kilometrů jihozápadně od Strakonic. Žije zde 52 obyvatel.

## Historie
První písemná zmínka o obci pochází z roku 1467.

## Přírodní poměry

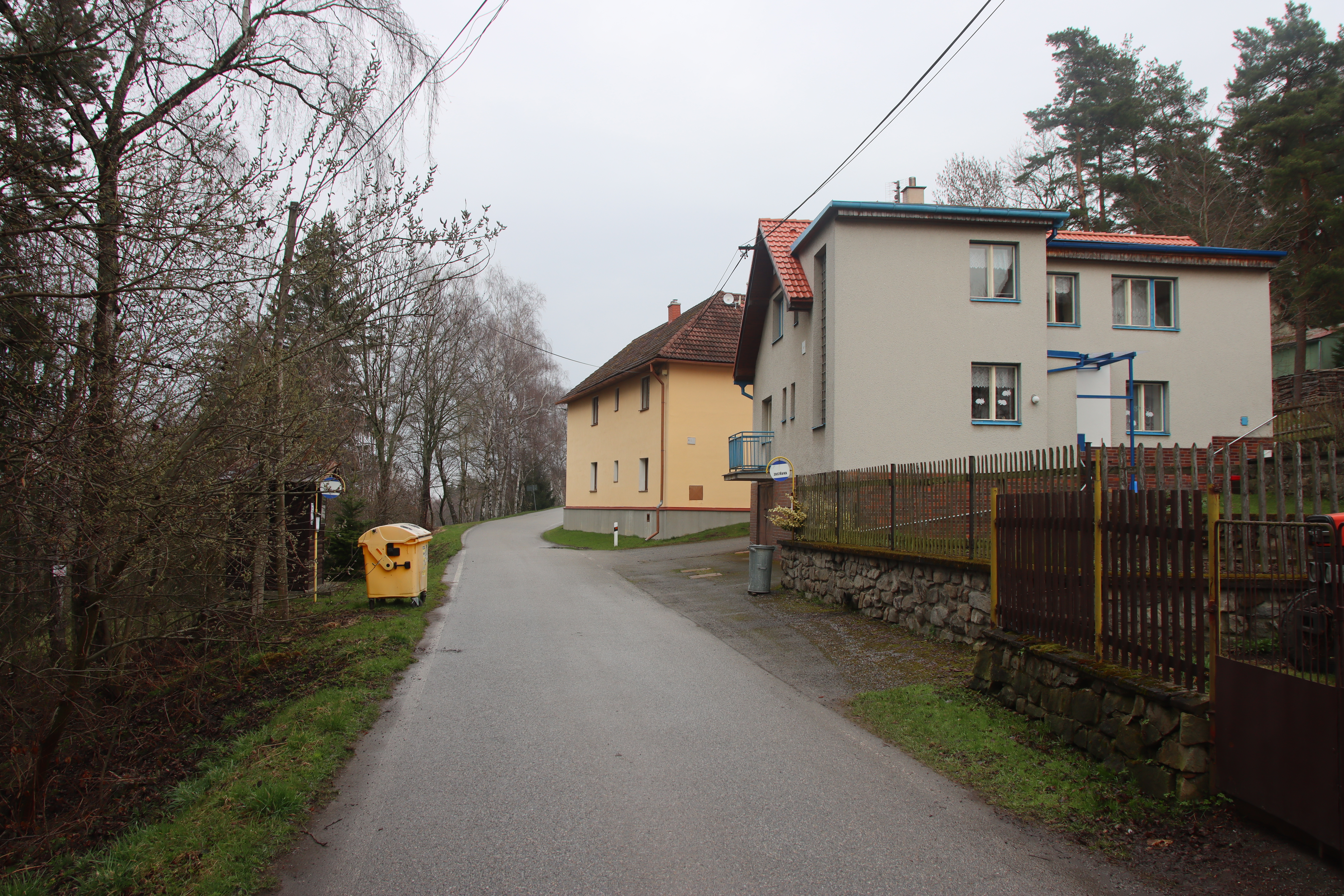
Osada U Mezulánů

Obec leží v Šumavském podhůří (podcelek Vimperská vrchovina, okrsek Vacovská vrchovina).

## Obyvatelstvo
| Rok            | 1869 | 1880 | 1890 | 1900 | 1910 | 1921 | 1930 | 1950 | 1961 | 1970 | 1980 | 1991 | 2001 | 2011 | 2021 |
| -------------- | ---- | ---- | ---- | ---- | ---- | ---- | ---- | ---- | ---- | ---- | ---- | ---- | ---- | ---- | ---- |
| Počet obyvatel | 229  | 212  | 215  | 235  | 234  | 212  | 230  | 131  | 145  | 120  | 100  | 77   | 73   | 57   | 42   |
| Počet domů     | 38   | 41   | 42   | 44   | 43   | 44   | 45   | 46   | 39   | 39   | 35   | 43   | 43   | 43   | 43   |

## Obecní správa
Mezi lety 1869–1964 Vacovice byly obcí v okrese Strakonice (1869–1930), poté v okrese Vimperk (1950) a později opět v okrese Strakonice. Od roku 1964 do 30. června 1975 patřily jako část obce k Nahořanům. Od 1. července 1975 do 23. listopadu 1990 patřily jako část městyse k Česticím a od 24. listopadu 1990 jsou opět samostatnou obcí. V letech 1850–1909 k obci patřil Dřešín a v letech 1850–1944 také Chvalšovice.

### Obecní symboly
Znak a vlajka byly obci uděleny rozhodnutím předsedkyně Poslanecké sněmovny Parlamentu České republiky dne 12. července 2023.